# Adrien (film)
Adrien è un film del 1943 diretto da Fernandel.

## Trama
Adrien Moulinet è un modesto cassiere di banca che un bel giorno inventa i pattini a rotelle motorizzati, ma per avviarne la commercializzazione deve ricorrere a Jules, un giornalista disoccupato.
Adrien però viene attaccato e ferito da alcuni gangster e il suo capo decide allora di inviarlo in un centro termale per un periodo di riposo e di recupero. Qui, Adrien si trova a soddisfare sia le due figlie del banchiere sia l'amante del marito di una di esse e così, grazie all'intervento di queste tre donne nonché a una serie concatenata di equivoci, diventa improvvisamente tanto famoso da essere nominato presidente del consiglio d'amministrazione di una grande banca.